# Episodi di Friday Night Lights (quarta stagione)
La quarta stagione della serie televisiva Friday Night Lights è andata in onda negli Stati Uniti dal 28 ottobre 2009 al 10 febbraio 2010 su DirecTV.
In Italia, la quarta stagione è andata in onda sul canale pay Joi dal 9 aprile al 2 luglio 2010, mentre in chiaro è stata trasmessa dal 22 novembre all'8 dicembre 2010 sul canale digitale terrestre gratuito Rai 4 tutti i giorni feriali.
| nº | Titolo originale           | Titolo italiano      | Prima TV USA     | Prima TV Italia |
| -- | -------------------------- | -------------------- | ---------------- | --------------- |
| 1  | East of Dillon             | Faticosi inizi       | 28 ottobre 2009  | 9 aprile 2010   |
| 2  | After the Fall             | Ricominciare         | 4 novembre 2009  | 16 aprile 2010  |
| 3  | In the Skin of a Lion      | Un vero leader       | 11 novembre 2009 | 23 aprile 2010  |
| 4  | A Sort of Homecoming       | Un tuffo nel passato | 18 novembre 2009 | 30 aprile 2010  |
| 5  | The Son                    | Il figlio            | 2 dicembre 2009  | 7 maggio 2010   |
| 6  | Stay                       | Resta con me         | 9 dicembre 2009  | 14 maggio 2010  |
| 7  | In the Bag                 | Chiudere col passato | 16 dicembre 2009 | 21 maggio 2010  |
| 8  | Toilet Bowl                | Voglia di sognare    | 6 gennaio 2010   | 28 maggio 2010  |
| 9  | The Lights of Carroll Park | Luci a Carroll Park  | 13 gennaio 2010  | 4 giugno 2010   |
| 10 | I Can't                    | Crescere in fretta   | 20 gennaio 2010  | 11 giugno 2010  |
| 11 | Injury List                | Ferite               | 27 gennaio 2010  | 18 giugno 2010  |
| 12 | Laboring                   | Gioie e dolori       | 3 febbraio 2010  | 25 giugno 2010  |
| 13 | Thanksgiving               | Ringraziamento       | 10 febbraio 2010 | 2 luglio 2010   |